# FIFA Street 3
FIFA Street 3 je nogometna videoigra iz FIFA Street serijala; proizvođača EA Canada i izdavača Electronic Artsa. Igra je za PlayStation 3  i Xbox 360  izašla 18. veljače 2008. u Sjevernoj Americi (SAD) i 22. veljače 2008. u PAL regiji; a za Nintendo DS je izašla 18. veljače 2008. u SAD-u i 19. veljače 2008. u Europi. Electronic Arts je igru izdao samo za najnovije konzole (PS3, 360, NDS) 
Na omotu se nalazi brazilska zvijezda Ronaldinho, engleska zvijezda Peter Crouch i talijanska zvijezda Gennaro Gattuso.

## Igrališta
- Ulični balkon pokraj mosta "Charles" u Pragu
- Parkiralište u "Little Havana" rijeci, Miami
- Ulični podvožnjak São Paulo
- Platforma za bušenje i crpljenje nafte u Campecheu, Meksički zaljev
- Brodogradilište na rijeci Mersey, Liverpool
- Kućni krov u Bacauu
- Terasa u susjedstvu pokraj obale, Napoli

## Momčadi

### Reprezentacije
- Australija
- Brazil
- Kamerun
- Kina
- Češka
- Engleska
- Francuska
- Njemačka
- Grčka
- Italija
- Meksiko
- Novi Zeland
- Portugal
- Škotska
- Španjolska
- Švedska
- Turska
- SAD

### Ulične momčadi
| Ime momčadi     | Ime na hrvatskom    |  | Ime momčadi   | Ime na hrvatskom    |
| --------------- | ------------------- |  | ------------- | ------------------- |
| "Urchins"       | "Mangupi"           |  | "Classics"    | "Klasični"          |
| "Champions"     | "Prvaci"            |  | "Top Drawer"  | "Izlagači"          |
| "Defenders"     | "Braniči"           |  | "Enforcers"   | "Prisiljavači"      |
| "Tricksters"    | "Varalice"          |  | "Pannas"      | "'"                 |
| "Blasters"      | "Eksplozivni"       |  | "Playmakers"  | "Graditelji igre"   |
| "Strikers"      | "Napadači"          |  | "Finishers"   | "Završnici"         |
| "F50"           | "F50"               |  | "Predator"    | "Predator"          |
| "Free Football" | "Slobodni nogomet"  |  | "Small"       | "Maleni"            |
| "Speedsters"    | "Brzi"              |  | "Stocky"      | "Zdepasti"          |
| "Tall"          | "Visoki"            |  | "Team C"      | "Momčad C"          |
| "Team R"        | "Momčad R"          |  | "Veterans"    | "Veterani"          |
| "Youth Stars "  | "Mlade zvijezde"    |  | "World Stars" | "Svjetske zvijezde" |
| "Euro Stars"    | "Europske zvijezde" |  |               |                     |

## Vanjske poveznice
- Službena stranica  Arhivirana inačica izvorne stranice od 5. siječnja 2009. (Wayback Machine)